# Wilhelm Steinitz
Wilhelm (mai târziu William) Steinitz (n. 17 mai 1836, Praga; d. 12 august 1900, New York) a fost un jucător de șah evreu austriac și primul campion mondial oficial al acestui joc (1886-1894). Cunoscut pentru contribuțiile sale originale la strategia de șah precum ideile sale despre jocul pozițional, teoriile sale au fost privite cu considerație de jucători precum Aron Nimzowitsch, Siegbert Tarrasch respectiv Emanuel Lasker.

## Biografie
Wilhelm Steinitz s-a născut la Praga, Boemia, acum Republica Cehă. Este cu un an mai bătrân decât Paul Morphy, însă cei doi n-au jucat niciodată unul împotriva celuilalt. S-a mutat la Viena (Austria) de tânăr și a lucrat ca jurnalist. Punctul de cotitură în cariera sa de șahist a apărut la finele anului 1858 la Viena, chiar când Morphy își termina triumfalul său tur prin Europa. În 1861 devine campionul Austriei. Cariera sa internațională avea să înceapă în 1862 printr-un turneu puternic la Londra.

## Ascensiunea
Câștigă campionatul vienez de șah, iar mai târziu ocupă locul șase la un concurs internațional organizat la Londra. Mai târziu se stabilește la Londra și își face din pasiunea sa, șahul, o carieră. Turneul de la Londra a fost câștigat de Anderssen, iar după dispariția lui Paul Morphy și retragerea lui Howard Staunton, Wilhelm este considerat cel mai bun jucător din lume. Steinitz era considerat al șaselea după Anderssen, Paulsen, Owen, MacDonnell și Dubois. Mulți au tras concluzia că puterea sa de concentrare era mai mică decât a lui Morphy.
Steinitz era cunoscut la vremea sa ca un jucător puternic, creativ și capabil de combinații bune. La Londra a jucat unul dintre cele mai bune jocuri ale sale împotriva lui Mongreiden, unul dintre rivalii lui Paul Morphy. Nimeni nu se aștepta la evoluția pe care o va avea Steinitz. În urmatorii ani modul de joc al lui Steinitz s-a îmbunătățit vertiginos. În 1863 i-a înfrânt pe englezul Joseph Blackburne și pe Dubois. În 1866 i-a învins atât pe Adolf Anderssen din Germania cât și pe Henry Bird din Anglia.
Învingerea lui Anderssen, care atunci era considerat în mod oficial campion mondial, a marcat începutul dominației lui Steinitz ca și campion neoficial. În ciuda faptului că următorii ani au fost lipsiți de noroc pentru Steinitz, nici turneul de la Paris din 1867, nici cel de la Baden-Baden din 1870 nu l-au marcat în vreun fel, Steinitz reușind să rămâmă primul, deși în ultimul turneu, Anderssen a câștigat din nou.

## Filozofia lui Wilhelm Steinitz
Steinitz a fost primul care a înțeles că șahul are legături importante cu creativitatea, că are o logică internă foarte rigidă și că doar înțelegând această logică este posibil pentru un jucător să-și învingă adversarii. El a demonstrat aceste puncte importante, atât în scrierile sale substanțiale cât și în jocurile sale. Ceea ce a reușit să dezvolte Steinitz marchează punctul de start al sistematicilor șahului. Înainte de Steinitz, șahul era o combinație de trucuri, sau de variații de deschideri.
Wilhelm a subliniat faptul că nu numai deschiderea este importantă, ci și jocul în sine și sfârșitul lui, între toate existând o conexiune logică, lucru ce mai târziu a fost înțeles de către ceilalți jucători de șah. Deși s-a demonstrat că teoriile lui Steinitz erau în mare parte "ghiduri", care nu trebuiau să fie urmate cu ochii închiși, regulile care s-au dezvoltat din teoriile sale sunt „coloana vertebrală” a strategiei moderne în șah.
Acest stil nou și destul de ciudat, pentru contemporanii săi, i-a adus acestuia succese în Londra, 1872, Viena, 1873, câștiguri ușoare împotriva lui Johann Zukertort, în 1872 și Blackburne, 1876. Acesta a fost cel mai înalt punct din cariera lui Steinitz, după care a urmat un declin. Superioritatea față de ceilalți jucători nu era pusă la îndoială. Cu toate acestea, următorii șase ani după meciul cu Blackburne, el nu a mai jucat.

## Declinul

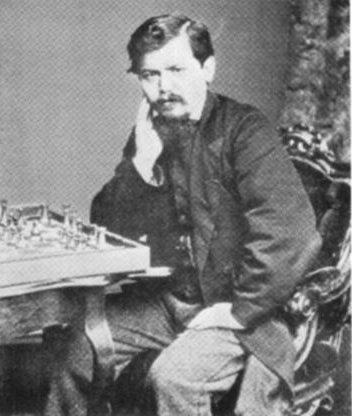
Steinitz, 1866.

După ce a locuit la Londra peste 20 de ani, Steinitz a emigrat în Statele Unite ale Americii, unde a continuat să domine lumea șahului. Totuși, meciul pierdut în fața polonezului Johann Zukertort, la Londra în 1883, a pus la indoială titlul de campion mondial al lui Steinitz, acesta revenindu-i lui Zukertort. Disputa a avut loc în 1886, cand aceștia au jucat un meci de campionat. Câștigătorul acestui meci avea să fie numit „campion mondial la șah”, titlu ce nu mai existase până atunci.
Meciul a fost destul de incitant, cu Zukertort, care a avut destule avansuri față de Steinitz în primele jocuri, jucate la New York. Cu toate acestea, Steinitz și-a revenit în următoarele jocuri jucate la Saint-Louis și ultimul jucat la New Orleans, el a dominat efectiv. Steinitz a câștigat și a fost numit „campion mondial”, primul din istorie.
La finele acestui ultim câștig, Steinitz s-a concentrat asupra scrierilor sale, contribuind enorm la literatura dedicată șahului. Una dintre cele mai interesante contribuții ale sale are loc în Revista Internațională de Șah, The International Chess Magazine din 1885 până în 1891. În următorii opt ani el a mai jucat sporadic, cu un meci foarte convingător contra lui Cigorin și Gunsberg.
Steinitz, după publicarea unor articole în Modern Chess Instructor, în care a publicat câteva tactici de deschidere, cu o aparentă logică, dar care au fost puse la îndoială, au dus la un meci prin fir, contra lui Cigorin, pe care Steinitz l-a pierdut. Cigorin a avut șansa lui de „campion mondial” în 1892, dar a pierdut într-o manieră dramatică, în favoarea lui Steinitz. Steinitz avea 56 de ani la acea perioadă, dar era clar că în trecut juca mai bine, că acum, când bătrânețea l-a prins din urmă juca mai prost.
El a rămas campion în mod oficial până în 1894, jucând un ultim meci în New York și Montreal, contra unui jucator practic necunoscut numit Emanuel Lasker. Lasker a câștigat. La finele acestui meci, modul de joc al lui Steinitz a inregistrat un declin puternic. El a mai jucat însă în cateva turnee importante, la Hastings, Sankt Petersburg, Nürnberg, însă fără succes.
Un alt meci împotriva lui Lasker, la Moscova, 1896-1897, a fost aranjat, dar Wilhelm Steinitz a pierdut lamentabil. După o performanță enorm de mică, comparativ cu trecutul său, în 1899 în Londra, Steinitz a înnebunit și a murit pe 12 august 1900 la Wards Island, New York.

## În cultura populară
Meciul său din 1892 contra lui Mihail Cigorin este descris în 1965 în romanul Orașul ca un joc de șah de John Brunner.